# Юзепчук Сергій Васильович
Юзепчук Сергій Васильович (28 січня 1893, Москва — 8 січня 1959 року, Рига) — радянський ботанік. Пропрацював усе своє академічне життя в Ботанічному саду Державного університету Санкт-Петербурга. Особливий науковий інтерес — картопля. У 1926–1929 роках і 1947 році брав участь у подорожах Південною Америкою, звідки ним були привезені рослини родини Пасльонові.